# 裴成春
裴成春（1902年—1938年11月24日），原名裴敬昌，曾用名孙明淑，朝鲜族，东北人民革命军第六军被服厂厂长兼党支部书记，抗日烈士，中华人民共和国首部东北抗联题材大型歌剧《星星之火》中“裴大姐”的原型。

## 早年
1902年，裴成春出生于朝鲜庆尚北道清道郡云文面一个贫苦农民家庭，1911年随家人迁往今丹东市，后在黑龙江省汤原县太平川做佃户。1931年九一八事变后，裴成春开始投身抗日运动，不久加入中国共产党，1932年成为中共汤原中心县委委员。1933年10月，由于叛徒出卖，中共汤原中心县委遭到严重破坏，县委书记裴治云等十二名共产党员被杀害。此后，她被调到汤原游击队工作。:414-415:220

## 被服厂厂长
加入汤原游击队后，裴成春奉命带头在四块石山的山洞里用缴获来的一台缝纫机建起了被服厂。1936年1月，汤原游击队被改编为东北人民革命军第六军。她被夏云杰军长任命为六军被服厂厂长兼党支部书记。同年下半年，日军对北满发起大规模讨伐，夏云杰在战斗中牺牲，被服厂也被烧毁。1937年初，六军冲出重围西征松嫩平原和大兴安岭西部。为能在“五一”前将夏装做好送到前线。裴成春奉命带着十余人在帽儿山很快重建了被服厂。她带头上山伐木，用木板和土砌墙，用树皮当瓦，用树皮煮水染布，在极其艰苦的情况下将300多套单衣按时送到前线，得到军部的通令嘉奖。此后，被服厂出于安全考虑，又两度迁址重建，同年10月提前完成了棉服的制作任务。:416-419:270-271
1937年冬天，裴成春的被服厂又承担起临时医院的职责。她跟着派来的王军医认真学习护理，照看从前线下来的伤员。1938年3月，医院遭到偷袭。裴成春带队将伤员安全转移，并成功救出没能及时撤离的小战士李敏。同年6月，裴成春被调往六军军部教导队负责两个连的政治工作，同年8月又被调往六军一师负责后勤处的工作。同年11月23日，裴成春和徐光海带领下江留守处和后方医院20余人从梧桐河转移，次日在宝清县张家窑遭到数倍兵力的围攻。裴成春在战斗中中弹牺牲，时年36岁。:419-421:272-276:332-333

## 革命姐弟
裴成春的三个弟弟都是抗日烈士。她和三个弟弟曾相约“要为革命事业流尽最后一滴血”。大弟弟裴锡哲是汤原游击队最早的创始人之一，曾任副政治指导员，1933年6月被混入退伍中的惯匪杀害。二弟裴锡玖1931年被中共派往鹤岗煤矿做工运工作，后牺牲。三弟裴敬天是抗联六军二团的政治部主任，1936年在战斗中牺牲。:222:276

## 纪念
- 黑龙江省宝清县和平林场建有“抗联六军战士裴成春烈士牺牲地纪念碑”。[1]:414
- 中华人民共和国首部东北抗联题材大型歌剧《星星之火》中的裴大姐以裴成春为原型。[3][6]